# Altenkunstadt
Altenkunstadt es un municipio situado en el distrito de Lichtenfels, en el estado federado de Baviera (Alemania), con una población a finales de 2016 de unos 5398 habitantes.
Se encuentra ubicado al norte del estado, en la región de Alta Franconia, cerca de la orilla del río Meno —un afluente derecho del Rin— y de la frontera con el estado de Turingia.